# ألوريت جزر الملوك
ألوريت جزر الملوك أو جوز الشمعة أو الجوز الهندي أو كوكواي أو أرْطَس (الاسم العلمي:Aleurites moluccanus) هو نوع من النباتات يتبع جنس الألوريت من الفصيلة الفربيونية. وجدت هذه الشجرة في آسيا في جزر تقع في المحيط الهادي وتمثل رمز دولة هاواي. ينتمي ثمرها إلى صنف المكسرات ويحتوي على بذرتين و هو معروف لدى سكان الجزيرة منذ قرون بفضل زيته المستخرج. يطلق على هذا الزيت «زيت الكوكوي» ويستخدم عادة في إعداد منتجات العناية بالبشرة. وقد كشفت الأبحاث العلمية وجود أوميغا 3 و أوميغا 6 (الأحماض الدهنية الأساسية) المعترف بها في مجال مستحضرات التجميل لخصائصها المتمثلة في الترطيب والتهدئة وأيضا لقدرتها على إعادة البناء ومقاومة الجذور الحرة.

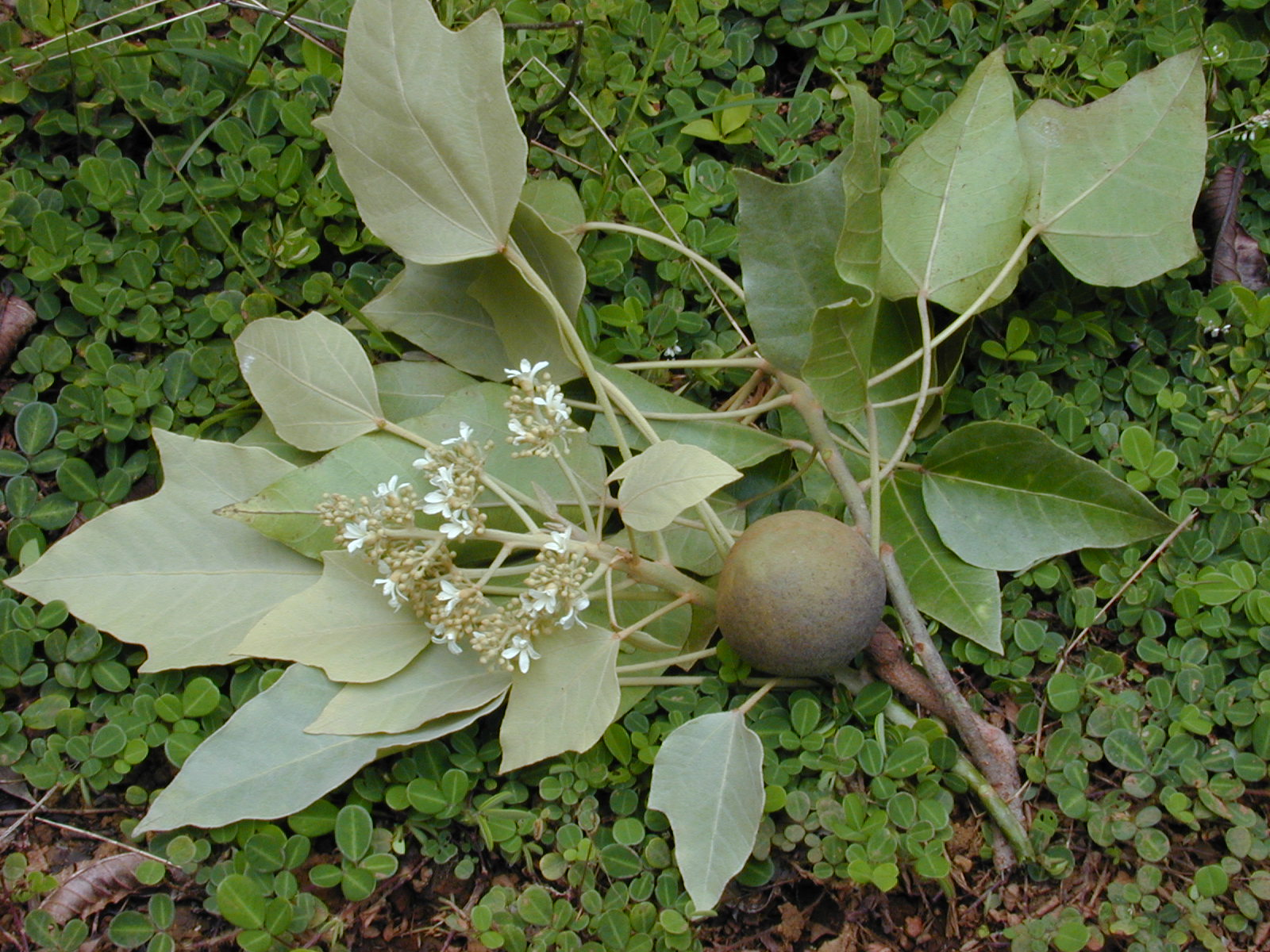

## معرض صور

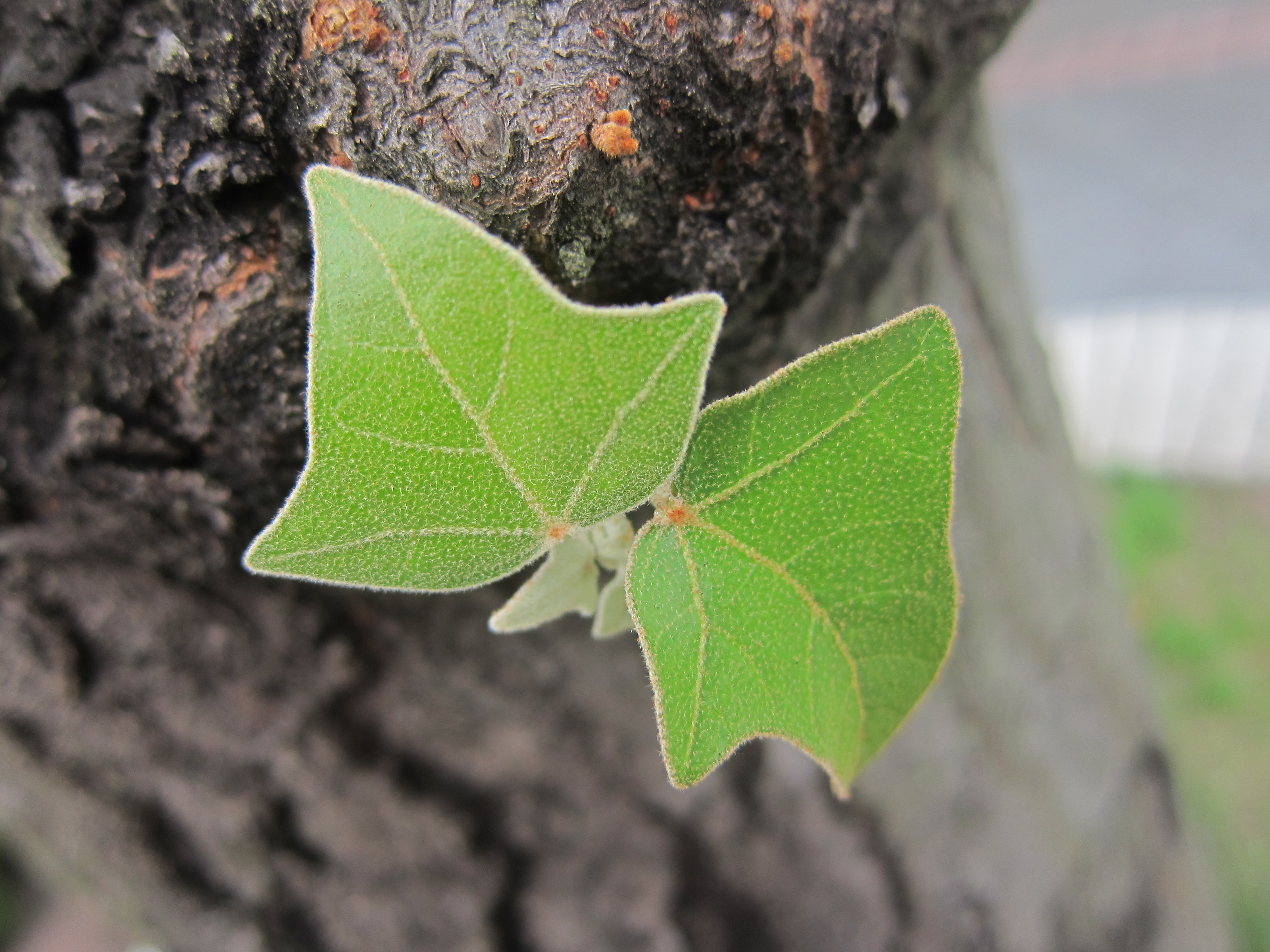
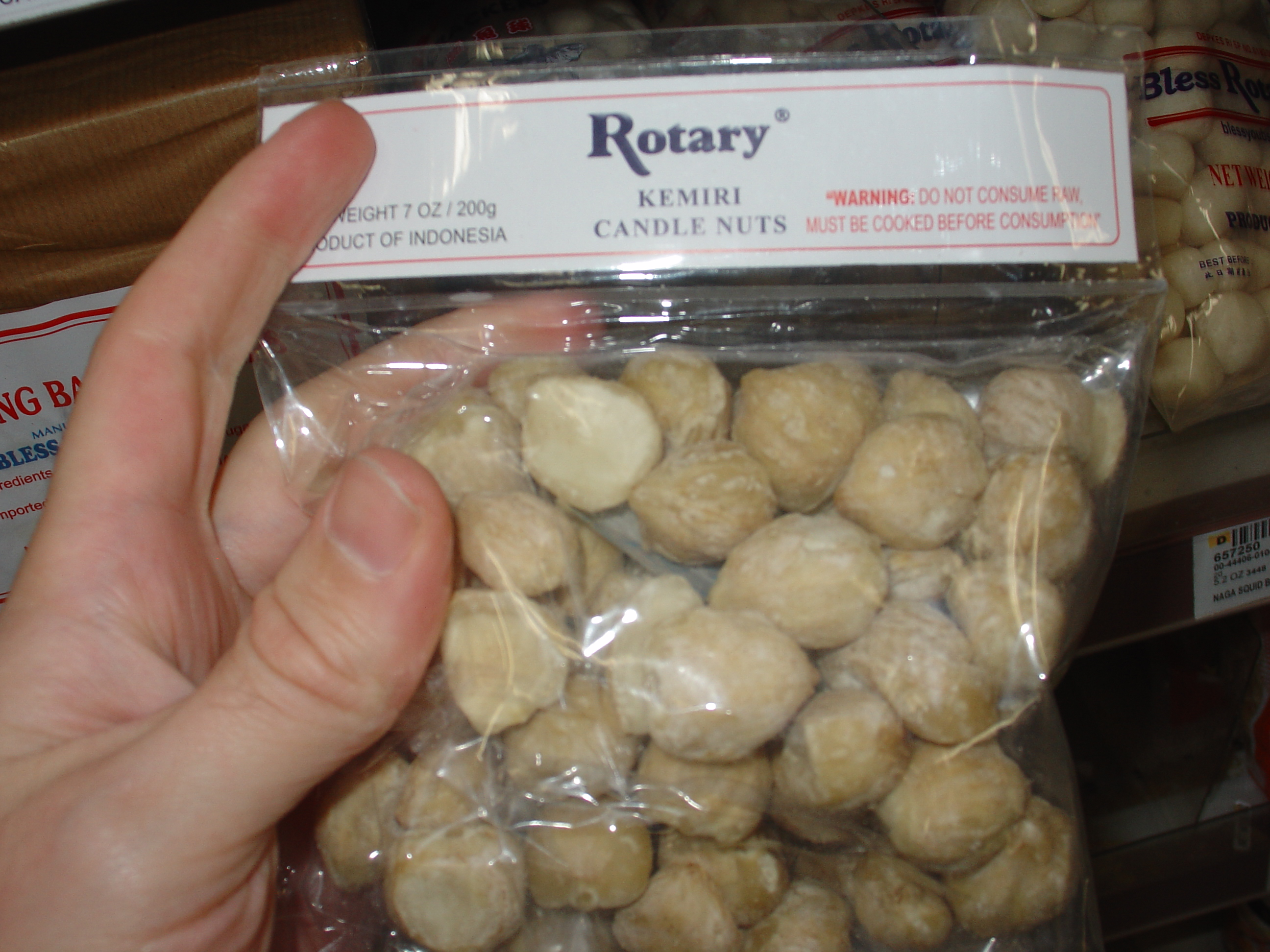
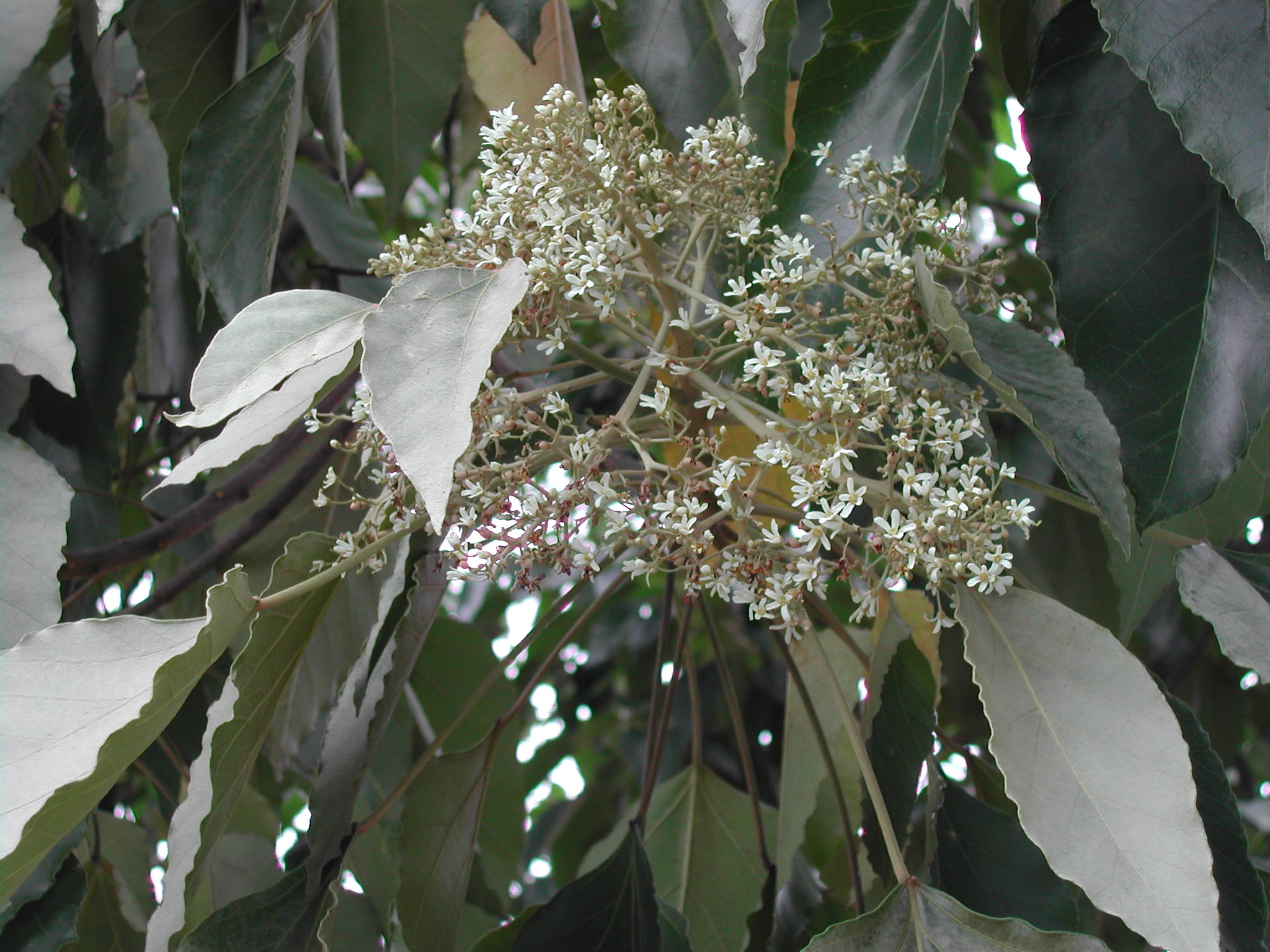